# 薩伏依的貝兒塔
薩伏依的貝兒塔（義大利語：Berta di Savoia，1051年9月21日—1087年12月27日），神聖羅馬皇后，薩伏依伯爵歐登的女兒。

## 家庭
1066年，貝兒塔和德意志國王、日後的神聖羅馬皇帝亨利四世結婚，兩人共有2子1女：
1. 阿格尼絲（約1072年—1143年）
2. 康拉德二世（1074年—1101年）
3. 亨利五世（約1084年—1125年）